# サッカーイエメン人民民主共和国代表
サッカーイエメン人民民主共和国代表は、かつて存在したイエメン人民民主共和国（南イエメン）のサッカーのナショナルチームである。1990年に南イエメンがイエメン・アラブ共和国（北イエメン）と統一したため消滅した。最後の公式試合は1989年11月5日のギニア代表戦となり、1対0で勝利。

## FIFAワールドカップの成績
- 1930 - 不参加
- 1934 - 不参加
- 1938 - 不参加
- 1950 - 不参加
- 1954 - 不参加
- 1958 - 不参加
- 1962 - 不参加

- 1966 - 不参加
- 1970 - 不参加
- 1974 - 不参加
- 1978 - 不参加
- 1982 - 不参加
- 1986 - 予選敗退
- 1990 - 棄権

## AFCアジアカップの成績
- 1956 - 不参加
- 1960 - 不参加
- 1964 - 不参加
- 1968 - 不参加
- 1972 - 不参加

- 1976 - 1回戦
- 1980 - 不参加
- 1984 - 不参加
- 1988 - 予選敗退